# Jonathan Parr
Jonathan Parr (født 21. oktober 1988 i Oslo, Norge) er en norsk tidligere fodboldspiller (forsvarer).
Parr startede sin karriere hos Lyn i hjembyen Oslo, og skiftede i 2007 til Aalesund, som han vandt to pokaltitler med. Efterfølgende tilbragte han fem år i England, hvor han spillede 15 kampe i Premier League for Crystal Palace. Han stoppede sin karriere efter et ophold hos Strømsgodset i Drammen.
Parr spillede 9 kampe for Norges landshold, som han debuterede for 29. maj 2010 i en venskabskamp mod Montenegro. Han repræsenterede også sit land i kvalifikationskampe til både EM 2012 og VM 2014.

## Titler
Norsk pokal
- 2009 og 2011 med Aalesund